# 鎌田啓義
鎌田 啓義（かまた ひろよし、1997年4月4日 - ）は、新潟県出身のサッカー選手。ポジションはFWからDFまでをこなすユーティリティープレーヤー。

## クラブ歴
F.C.Aganoジュニアユースからアルビレックス新潟ジュニアユースに移籍し、アルビレックス新潟ユースに昇格した。
2016年にアルビレックス新潟シンガポールで選手となった。2018年にはアルビレックス新潟の練習にも参加したが、新潟への移籍はならず、そのままシンガポールでプレーを続ける事となった。また同年からレギュレーションが改正された事によって野澤洋輔と彼以外の選手が入れ替わったため、2018年、プロ3年目時点でチーム2番目の古株となり、翌年に野澤がアルビレックス新潟へと移籍したため、4年目にして最古参選手となった。
2021年、福井ユナイテッドFCへ完全移籍。シーズン終了後に契約満了により退団した。
2022年、オークランド・シティFCに移籍。

## 代表歴
U-14代表のトレーニングキャンプに選出された経験がある。以降もU-17代表までの選出経歴がある。

## 個人成績
| 国内大会個人成績 | 国内大会個人成績 | 国内大会個人成績 | 国内大会個人成績 | 国内大会個人成績 | 国内大会個人成績 | 国内大会個人成績 | 国内大会個人成績 | 国内大会個人成績 | 国内大会個人成績 | 国内大会個人成績 | 国内大会個人成績 |
| 年度             | クラブ           | 背番号           | リーグ           | リーグ戦         | リーグ戦         | リーグ杯         | リーグ杯         | オープン杯       | オープン杯       | 期間通算         | 期間通算         |
| 年度             | クラブ           | 背番号           | リーグ           | 出場             | 得点             | 出場             | 得点             | 出場             | 得点             | 出場             | 得点             |
| シンガポール     | シンガポール     | シンガポール     | シンガポール     | リーグ戦         | リーグ戦         | リーグ杯         | リーグ杯         | シンガポール杯   | シンガポール杯   | 期間通算         | 期間通算         |
| ---------------- | ---------------- | ---------------- | ---------------- | ---------------- | ---------------- | ---------------- | ---------------- | ---------------- | ---------------- | ---------------- | ---------------- |
| 2016             | 新潟S            | 18               | Sリーグ/プレミア | 23               | 3                | 5                | 1                | 5                | 0                | 33               | 4                |
| 2017             | 新潟S            | 8                | Sリーグ/プレミア | 24               | 4                | 5                | 1                | 5                | 0                | 34               | 5                |
| 2018             | 新潟S            | 13               | Sリーグ/プレミア | 24               | 5                | -                | -                | 5                | 1                | 29               | 6                |
| 2019             | 新潟S            | 9                | Sリーグ/プレミア | 24               | 7                | -                | -                | 3                | 0                | 27               | 7                |
| 2020             | 新潟S            | 8                | Sリーグ/プレミア | 14               | 2                | -                | -                | -                | -                | 14               | 2                |
| 日本             | 日本             | 日本             | 日本             | リーグ戦         | リーグ戦         | リーグ杯         | リーグ杯         | 天皇杯           | 天皇杯           | 期間通算         | 期間通算         |
| 2021             | 福井             | 24               | 北信越1部        | 5                | 0                | -                | -                | 1                | 0                | 6                | 0                |
| 通算             | シンガポール     | シンガポール     | Sリーグ/プレミア | 109              | 21               | 10               | 2                | 18               | 1                | 137              | 24               |
| 通算             | 日本             | 日本             | 北信越1部        | 5                | 0                | -                | -                | 1                | 0                | 6                | 0                |
| 総通算           | 総通算           | 総通算           | 総通算           | 114              | 21               | 10               | 2                | 19               | 1                | 143              | 24               |